# Stack Exchange
Stack Exchange Inc.（スタック・エクスチェンジ）は、2008年創業ニューヨークに本社を置くソフトウェア技術者を中心とするQ&AのWebサービス企業である。2021年に南アフリカを本社とする多国籍企業ナスパーズ傘下の投資会社Prosus N.V.に買収され傘下となった。
多様な分野別に質疑応答 (Q&A) 形式で議論できるウェブサービスとして100以上ものWebサイトから構成されている。カテゴリ分野別にサイトユーザーによる質問と回答、およびその評価がおこなわれる。2008年当初はプログラミング関連のQ&Aのための１サイトを名称Stack Overflowとして開始した。2017年4月時点で、人気サイトトップ3はStack Overflow、Super User、Ask Ubuntuである。ユーザーの投稿はクリエイティブコモンズ表示・継承3.0(2018/05/02以降は4.0)でライセンスされる。

## 歴史
2008年、ジェフ・アトウッドとジョエル・スポルスキは、プログラマフォーラムExperts-Exchangeに置き換わるものとして、プログラミング関係のQ&A専門サイトStack Overflowを立ち上げた。2009年に、Stack Overflowをベースに新たにサイトが追加された。システム管理者のためのServer Faultと「パワーユーザー」のためのSuper Userである。
2009年9月、スポルスキの会社Fog Creek SoftwareはStack Exchange 1.0のベータ版を公開し、第三者がStack Overflow形式のコミュニケーションサイトを独自に立ち上げる方法を有償で提供した。この経営戦略は成功せず、顧客数もサイト数も伸び悩んだ。
2010年5月、Stack Overflowは合計600万USドルの投資をUnion Square Venturesなどのベンチャーキャピタルから受け取り、方針を変えて新たに特定の分野に特化したQ&AサイトをStack Exchange 2.0として増設することになった。ユーザーは「Area 51」と題されたサイトで新サイト案の投票を行い、影響力があり増設されすべきトピックをアルゴリズムで判断する。2010年11月、Stack Exchangeは「ベータテスト」として数学、物理学、文芸を新トピックとして追加した。2011年1月にStack Exchangeが公に公開され、この時点で33のサイト群、27人の従業員、150万人のユーザーを抱えていた。広告もすでに入っていた。2009年に立ち上げられたQuoraや、WikiAnswers、Yahoo! Answers(日本でいうYahoo!知恵袋)がこの当時比較対象にされていた。
2011年2月、Stack OverflowはCareer 2.0という職業専門ボードを公開し、アクセスするために志願者は料金を支払う必要があった。後にStack Overflow Careersとして再公開された。2011年5月、Stack Overflowは1200万USドルの追加支援金を集め、会社名をStack Exchangeに変更し、ニューヨークのマンハッタンに拠点を置くことになった。2012年2月アトウッドは会社を離れた。
2013年4月18日、CipherCloudはデジタルミレニアム著作権法(DMCA)による削除要求を、暗号アルゴリズムの脆弱性に関する議論をブロックするために発行した。Stack Exchange Cryptoグループによるアルゴリズムの議論は検閲されたが、後に画像を除いて復活した。
2016年の間にも、Stack Exchangeは分野の幅を広げるため、新たなQ&Aサイトを追加している。例えば、投稿者がパズルの答えを求めて質問する他にも、すでに投稿者は答えを知っていて、ユーザーに挑戦する形で投稿する場も用意された。

## サイトの特徴
Stack Exchangeの各サイトで、ユーザーは自由に質問を投稿し、応答することができる。ユーザーは質問回答の両方に対して投票をすることができ、ゲーミフィケーションとして評価を集めることができる。この投票システムは公開当初、Digg　と比較された。評価ポイントを集めると投票コメント機能が強化されていき、サイトの外見を変えることができるようになる。Stack Exchangeのプロファイルは、キャリア掲示板での表示にも関わるので、ユーザーがプロファイルを弄る理由は十二分にある。質問・回答自体に対しても、ユーザーはコメントを追加したり編集したりできる。各々のStack Exchangeのサイトは「メタ」構造を持っており、MetaFilterを模した「MetaTalk」を使って、議論を展開することができる。独自に設計されたシステムによって、議論の終結を促す。
Stack Exchangeにある活動的なトピックには、物理学、コンピュータゲーム、特許も含まれる。
Stack Exchangeネットワーク内の全ての投稿（質問や回答）の権利は投稿者に帰属し、その全コンテンツはクリエイティブコモンズ表示継承でライセンスされる。

## 使用されている技術
Stack ExchangeはIIS、SQL Server、ASP.NETフレームワークを使用して作られており、全サイトは一つのコードをベースに構築されている（ただしArea 51は独自にフォークされたもので運用されている）。ブログ系はWordPressを使用していたが、現在は残っていない。他にも、Redis、HAProxy、Elasticsearchも使用されている。
Stack Exchangeは、可能な限り最新のマイクロソフト技術を利用することを念頭に置いており、基本的にあらゆる部分で最新版のフレームワークを使う。コードは主にRazor View Engineを使ってC# ASP.NET MVCで書かれている。推奨される統合開発環境はMicrosoft Visual Studioで、データ管理にはDapperを使っている。
2016年に、Stack ExchangeはFortinet 800c FirewallsをCisco 5525-X ASAに置き換え、ルーターをCISCO 3945からCISCO ASR-1001とAST-1001-xにアップグレードした。
Stack Exchangeは.NETライブラリをオープンソースで公開している。公開されているライブラリはDapper、StackExchange.Redi、MiniProfiler、Exceptional、Jil、Sigil、NetGain、Opserver、Bosunである。Stack Exchangeはオープンソース化は開発者コミュニティに有益であると考えている。

## サイトの増設方式
Stack Exchange内で新たに作られるサイトは６つの検証ステップを通過しなければならない。
1. 議論：新サイトは今後活発な議論がなされる可能性があるフォーラムでなければならない。
2. 議案：議案を公にすることで、コミュニティのメンバーがそれについて議論・投票することができる。これによって、議案を改善していくことができる。議案が示さなければならないものは以下のとおりである。
  1. サイトのトピック
  2. ターゲットとなるユーザー像
  3. 40の質問例、少なくとも10の投票が必要
  4. 60人のコミュニティ・フォロワー
3. 支持：200のユーザーが新サイトに興味を持ち、日常的に参加・貢献していること。
4. プライベート・ベータ：支持が十分に集まれば、新サイトはプライベート・ベータとなり、支持メンバーはより活動的にサイトを使用することができるようになる。
5. パブリック・ベータ：新サイトは長い期間公開状態となり、正式に立ち上げるまでの間、作成者はサイトの必要性を探ることができる。
6. 出発：新サイトが、十分な量の質問・回答を日常的に集め、「持続可能」であると判断された場合、晴れて「出発」して正式に公開となる。